# Gunter Senft
Gunter Senft (* 19. Juli 1952 in Kaiserslautern) ist ein deutscher Sprachwissenschaftler, der sich vor allem mit austronesischen und Papua-Sprachen beschäftigte. Bekannt wurde er durch seine systemlinguistischen, ethnolinguistischen und kognitionswissenschaftlichen Arbeiten über die Trobriand Insulaner in Papua-Neuguinea und deren Sprache Kilivila (auch: Kiriwina, Boyowa), die er als erster Linguist grammatisch und lexikalisch beschrieben hat. Er gilt international als der Experte für diese Sprache, die er auch fließend spricht. Seit Februar 2018 ist er als Professor emeritus Gast am Max-Planck-Institut für Psycholinguistik in Nijmegen, wo er schon von 1978 bis 1981 als Doktorand und von 1991 bis 2018 als Wissenschaftlicher Mitarbeiter tätig war.

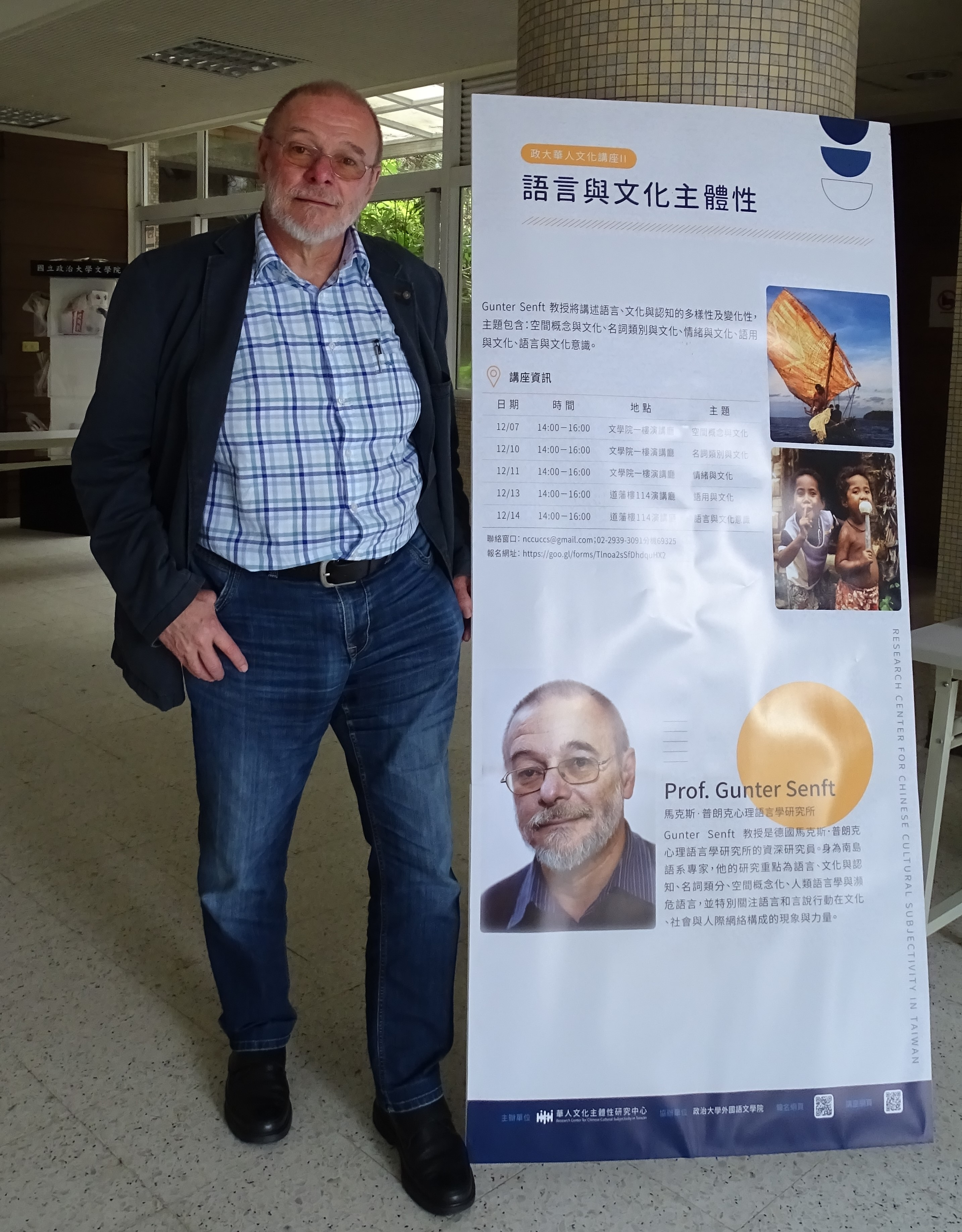
Gunter Senft (Dezember 2018)

## Leben
Senft studierte von 1971 bis 1979 Anglistik und Germanistik an der Ruprecht-Karls-Universität Heidelberg, wo er 1976 die Wissenschaftliche Prüfung für das Lehramt an Gymnasien ablegte.
Von 1976 bis 1978 war er Mitarbeiter in dem von der Deutschen Forschungsgemeinschaft (DFG) finanzierten „Heidelberger Forschungsprojekt ‘Pidgin-Deutsch spanischer und italienischer Arbeiter in der Bundesrepublik Deutschland’“ unter der Leitung von Wolfgang Klein. Von 1978 bis 1981 erhielt er auf Vorschlag von Wolfgang Klein ein Doktorandenstipendium der Max-Planck-Gesellschaft (MPG) an der von Willem (Pim) J. M. Levelt geleiteten Projektgruppe für Psycholinguistik – ab 1980 Max-Planck-Institut (MPI) für Psycholinguistik – in Nijmegen (Niederlande). Von 1979 bis 1982 setzte er sein Studium der germanistischen Linguistik an der Johann-Wolfgang-Goethe-Universität in Frankfurt am Main fort, wo er im Februar 1982 mit seiner von den soziolinguistischen Forschungen von William Labov stark beeinflussten Dissertation „Sprachliche Varietät und Variation im Sprachverhalten Kaiserslauterer Metallarbeiter – Untersuchungen zu ihrer Begrenzung, Beschreibung und Bewertung“ zum Doktor der Philosophie (Dr. phil.) mit dem Prädikat „summa cum laude“ von den Professoren Wolfgang Klein, Horst Dieter Schlosser und Brigitte Schlieben-Lange promoviert wurde.
Von 1981 bis 1991 arbeitete er als Postdoktorandenstipendiat der MPG und als Wissenschaftlicher Mitarbeiter von Irenäus Eibl-Eibesfeldt in dessen Forschungsstelle für Humanethologie am Max-Planck-Institut für Verhaltensphysiologie in Seewiesen in den zunächst von der DFG und dann von der MPG finanzierten Projekten „Rituelle Kommunikation auf den Trobriand-Inseln“ und „Klassifikationspartikeln im Kilivila“.
Von 1991 bis 2018 war er „senior research fellow“ und „senior investigator“ in Stephen C. Levinsons „Forschungsgruppe Kognitive Anthropologie“, der späteren Abteilung „Sprache und Kognition“ am Max-Planck-Institut für Psycholinguistik in Nijmegen.
1992 habilitierte er sich an der Technischen Universität Berlin mit der Habilitationsschrift „Das System der Klassifikationspartikeln im Kilivila“ (die 1996 von der Oxford University Press New York unter dem Titel „Classificatory Particles in Kilivila“ publiziert wurde); er wurde zum Privatdozenten mit der venia legendi für „Allgemeine Linguistik“ an der TU Berlin ernannt. 1994 habilitierte er sich an der Universität zu Köln um und erhielt die venia legendi für „Allgemeine Sprachwissenschaft“. 1998 wurde er zum außerplanmäßigen Professor an der Universität zu Köln ernannt.
Vom Sommersemester 1999 bis zum Sommersemester 2000 einschließlich war Senft am MPI für Psycholinguistik beurlaubt und vertrat in dieser Zeit den Lehrstuhl für Allgemeine Sprachwissenschaft an der Universität Bielefeld.
Von 2003 bis 2015 lehrte er Linguistik auch an der Radboud Universiteit in Nijmegen. Er war Betreuer, Promotor oder Copromoter von vielen Doktoranden am MPI für Psycholinguistik und an vielen nationalen und internationalen Universitäten.
Senft organisierte oder beteiligte sich an der Organisation von zahlreichen internationalen linguistischen und völkerkundlichen Konferenzen und workshops. Von diesen Konferenzen ist besonders die „Wenner-Gren Konferenz über Rituelle Kommunikation“ der Wenner-Gren Foundation for Anthropological Research hervorzuheben, die Senft zusammen mit Ellen B. Basso im März 2007 in Sintra (Portugal) organisieren konnte.
1992 war er Mitbegründer der „European Society for Oceanists (EsfO)“ und 1997 war er Mitbegründer der „Gesellschaft für bedrohte Sprachen (GBS)“ in Köln, deren 2. Vorsitzender er von 1997 bis 2000 war. Im Rahmen dieser Aktivitäten war Senft auch einer der Initiatoren des von der Volkswagenstiftung von 1999 bis 2013 geförderten Projekts „Dokumentation bedrohter Sprachen“ und der Etablierung des Sprachen-Archivs („The Language Archive“) am MPI für Psycholinguistik, in dem auch seine Kilivila-Daten archiviert sind.
Seit 1992 engagiert er sich stark für die „International Pragmatics Association (IPrA)“ mit Sitz in Antwerpen. Er war von 1992 bis 2016 zunächst Mitherausgeber und ab 2002 dann hauptverantwortlicher Herausgeber der IPrA Zeitschrift „Pragmatics“. Seit 2009 ist er Herausgeber der Serie „Culture and Language Use – Studies in Anthropological Linguistics“ die im Verlag John Benjamins in Amsterdam und Philadelphia erscheint.
Als Gastwissenschaftler wurde er 1989 und 1992 an die „Research School of Pacific Studies“ der Australian National University eingeladen. Er war von 2000 bis 2016 mehrmals im Rahmen des Austauschprogramms für ausländische Wissenschaftler der „Japan Foundation“ zu Vorträgen und workshops an verschiedenen Universitäten in Japan zu Gast. Am Ende seiner Karriere wurde er von der Chengchi-Nationaluniversität von Taiwan in Taipeh für zwei Wochen zu einer fünf Vorlesungen umfassenden Vortragsreihe zum Thema „Language and Cultural Subjectivity“ mit anschließenden Seminaren am „Research Center for Chinese Cultural Subjectivity“ der Universität eingeladen.
Seit seiner Verabschiedung in den Ruhestand im Jahre 2018 ist er dem MPI für Psycholinguistik noch weiterhin als Gast verbunden. Senft hat über 200 Aufsätze und Bücher veröffentlicht; darunter sind acht Monographien, drei Bücher, die er als Co-Autor mitverfasst hat, fünf von ihm edierte und vier von ihm mit-herausgegebene Anthologien.

## Forschungsschwerpunkte
Nach seinem Interesse an soziolinguistischen und psycholinguistischen Fragestellungen zum ungesteuerten Zweitspracherwerb ausländischer Arbeitnehmer in Deutschland und zur Sprache und zum Sprachverhalten von pfälzischen Metallarbeitern in Kaiserslautern während der ersten sechs Jahre seiner linguistischen Karriere beschäftigte sich Senft nach seiner Dissertation ab 1982 hauptsächlich mit der Sprache, der Kultur und verschiedenen Aspekten der Kognition der Trobriand-Insulander in Papua-Neuguinea. Zwischen 1982 und 2012 verbrachte Senft insgesamt fast 4 Jahre im Rahmen von 16 kurz- und langfristigen Feldforschungsprojekten auf den Trobriand-Inseln. 1982 war das Kilivila noch eine linguistisch unbeschriebene Sprache. Die Kultur der Trobriand-Insulaner war dagegen von Bronisław Malinowski und einigen anderen Völkerkundlern wie H. A. Powell, Annette Weiner und Edwin Hutchins gut dokumentiert. Nachdem er 1986 die erste grammatische und lexikalische Beschreibung des Kilivila vorgelegt hatte, konzentrierten sich Senfts interdisziplinäre Forschungsschwerpunkte auf das Verhältnis von Sprache, Kultur und Kognition vor allem im Zusammenhang
- mit Formen ritueller Kommunikation,
- mit Systemen nominaler Klassifikation,
- mit sprachlichen Kategorien,
- mit kognitiver Kategorisierung und
- mit der Konzeptualisierung von Raum

im Kilivila und in anderen Sprachen der Welt.
Dabei deckte er mit seinen Arbeiten so unterschiedliche geistes- und kognitionswissenschaftliche Teildisziplinen ab wie die deskriptive Systemlinguistik, die anthropologische Linguistik (oder Ethnolinguistik), die Soziolinguistik, die Psycholinguistik, die kognitive Anthropologie, die lexikalisch-typologische Semantik, die Pragmatik und das Interface zwischen Semantik und Pragmatik.
Außer den bereits genannten Forschungsschwerpunkten von Senft seien hier noch weitere spezielle Forschungsthemen genannt:
- Ereignis-Konzeption und Ereignis-Ausdruck in seriellen Verbkonstruktionen.
- Die Sprache der sinnlichen Wahrnehmung und der Ausdruck von Emotionen.
- Dokumentation, Archivierung und Revitalisierung bedrohter Sprachen.
- Die Ethnographie des Sprechens der Trobriander.
- Märchen, Mythen, Magie und Eschatologie der Trobriander.
- Die Sozialisation von Kindern auf den Trobriand-Inseln.

## Veröffentlichungen
- Gunter Senft: Kilivila – The Language of the Trobriand Islanders. Mouton de Gruyter. Berlin 1986.
- Gunter Senft: Referring to Space – Studies in Austronesian and Papuan Languages. Clarendon Press, Oxford 1997.
- Gunter Senft (Hrsg.): Systems of Nominal Classification. Cambridge University Press, Cambridge 2000 (2nd edition 2008).
- Gunter Senft und Ellen B. Basso (Hrsg.): Ritual Communication. Oxford, Berg 2009.
- Gunter Senft: The Trobriand Islanders’ Ways of Speaking. de Gruyter Mouton, Berlin 2010.
- Gunter Senft: Understanding Pragmatics. Routledge, London 2014 (Japanische Ausgabe: Kaitaku-Sha, Tokyo 2017).
- Barbara und Gunter Senft: Growing up on the Trobriand Islands in Papua New Guinea – Childhood and educational ideologies in Tauwema. John Benjamins, Amsterdam 2018.